# Clinton County (Michigan)
Clinton County is een county in de Amerikaanse staat Michigan.
De county heeft een landoppervlakte van 1.480 km² en telt 64.753 inwoners (volkstelling 2000). De hoofdplaats is St. Johns. De county is vernoemd naar politicus DeWitt Clinton. Door het noorden van de county stroomt Maple River.